# Fantascienza

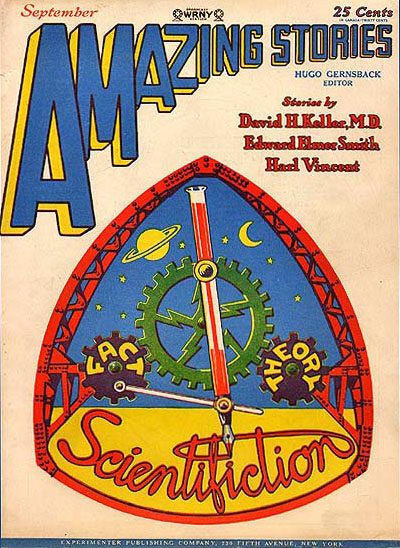
Copertina della rivista Amazing Stories (settembre 1928) che riporta in evidenza la dicitura "Scientifiction", da cui è derivato il termine "science fiction".

La fantascienza è un genere di narrativa popolare sviluppatosi nel Novecento, che ha le sue radici nel romanzo scientifico, estesosi poi dalla letteratura agli altri mass media, anzitutto il cinema, quindi i fumetti, la televisione e i videogiochi.
Si tratta di una narrazione basata su speculazioni e ipotesi di carattere più o meno plausibilmente tecnico-scientifiche (ivi incluse teorie relative sia alle scienze esatte sia alle scienze molli) e i loro impatti sulla società e sull'individuo. I personaggi, oltre che esseri umani, possono essere alieni, robot, cyborg, mostri o mutanti; la storia può essere ambientata nel passato, nel presente o, più frequentemente, nel futuro.
Il termine è usato, in senso più generale, in riferimento a qualsiasi tipo di letteratura di fantasia che includa un fattore scientifico, comprendendo a volte ogni genere di racconto fantastico; un certo grado di plausibilità scientifica rimane tuttavia un requisito essenziale.
L'espressione inglese science fiction fu coniata da Hugo Gernsback nel 1926. Gernsback inizialmente chiamò questo genere di storie scientific fiction. L'espressione poi si contrasse in scientifiction, per ridursi infine a science fiction (spesso abbreviata Sci-Fi dagli anglosassoni). La traduzione italiana fantascienza, attraverso un calco linguistico, è attribuita a Giorgio Monicelli nel 1952.

## Storia
La data di nascita della fantascienza è convenzionalmente indicata al 5 aprile del 1926, quando uscì negli Stati Uniti la prima rivista di fantascienza, Amazing Stories, diretta da Hugo Gernsback, ma al genere possono essere ascritte numerose opere precedenti, dal Frankenstein di Mary Shelley ai romanzi di Jules Verne e H. G. Wells.

### Prima della fantascienza

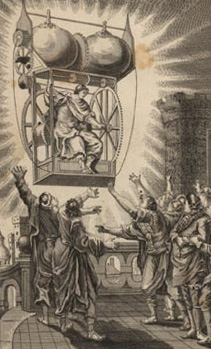
Un immaginario veicolo volante alimentato da elettricità statica, dal frontespizio del libro Le philosophe sans prétention di Louis Guillaume de La Follie, Parigi, Clousier, 1775.

Prima della fantascienza, esistevano i resoconti dei viaggiatori, che presentavano elementi spesso fantasiosi o del tutto immaginari. Da qualche parte, lontano da qui, in qualche angolo inesplorato del mondo, esistevano strane culture, fauna e flora esotiche, a volte persino mostri marini.
La fantascienza vera e propria vide i suoi albori solo dopo la nascita della scienza moderna, in particolare dopo le rivoluzioni avvenute nel campo dell'astronomia e della fisica nel corso del Seicento. Fianco a fianco con l'antico genere della letteratura fantastica (di cui oggi il sottogenere più diffuso è il fantasy), vi erano notevoli precursori, tra i quali:
- Il romanzo greco La storia vera di Luciano di Samosata (120-180 d.C.), primo resoconto noto di un viaggio sulla Luna, e di incontri con i Seleniti. Esso include due dei temi principali del genere: il viaggio su un altro corpo celeste e l'incontro con una civiltà extraterrestre.
- Il trattato La nuova Atlantide (incompiuto) di Bacone, sebbene sia per lo più un trattato filosofico, racconta di una civiltà tecnocratica avveniristica che immagina molte delle nostre invenzioni future.
- I viaggi immaginari sulla Luna del XVII secolo, mostrati per la prima volta nel Somnium di Giovanni Keplero (1634), poi ne L'altro mondo o Gli stati e gli imperi della Luna (L'autre monde ou Les états et empires de la Lune, 1657) di Savinien Cyrano de Bergerac
- Il mondo alternativo scoperto nell'Artico da un giovane nobiluomo nel romanzo di Margaret Cavendish del 1666 The Description of a New World, Called the Blazing-World
- Descrizioni di vita nel futuro, come L'anno 2440 di Louis-Sébastien Mercier (1772) o la Storia filosofica dei secoli futuri di Ippolito Nievo del 1860. Tra queste opere vi è il secondo romanzo più venduto del secolo negli Stati Uniti, Guardando indietro, 2000-1887 (Looking Backward) di Edward Bellamy (1888).
- Culture aliene ne I viaggi di Gulliver di Jonathan Swift (1726) e ne Il viaggio sotterraneo di Niels Klim di Ludvig Holberg (1741)
- Elementi di fantascienza nelle storie del XIX secolo di Edgar Allan Poe, Nathaniel Hawthorne e Fitz-James O'Brien. Negli ultimi decenni del secolo, le opere fantascientifiche per adulti e ragazzi erano numerose, malgrado non esistesse ancora il termine “science fiction”. Nella poesia romantica, inoltre, le immaginazioni degli scrittori portavano a visioni di altri mondi e di remoti futuri come in Locksley Hall di Alfred Tennyson. Voltaire, d'altra parte, chiamava il suo Micromégas (1752) non un racconto fantastico ma una “storia filosofica” (titolo ripreso poi, non a caso, da Nievo).

Il più rilevante esempio rimane però il romanzo Frankenstein di Mary Shelley, del 1818. Brian Aldiss, nel suo libro Billion Year Spree, sostiene che Frankenstein rappresenta “il primo lavoro seminale al quale l'etichetta di fantascienza può essere logicamente appiccicata”. È anche il primo esempio del cliché dello “scienziato pazzo”. Un altro romanzo avveniristico di Mary Shelley, L'ultimo uomo (The Last Man), è spesso citato come la prima vera storia di fantascienza.

### La prima fantascienza

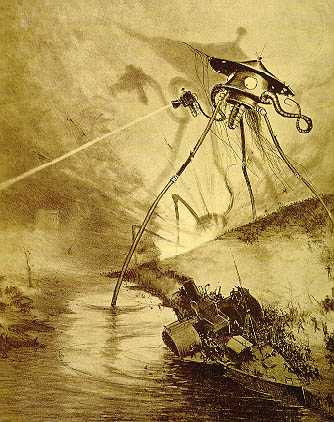
Tripode alieno illustrato nell'edizione francese del 1906 de La guerra dei mondi di H. G. Wells

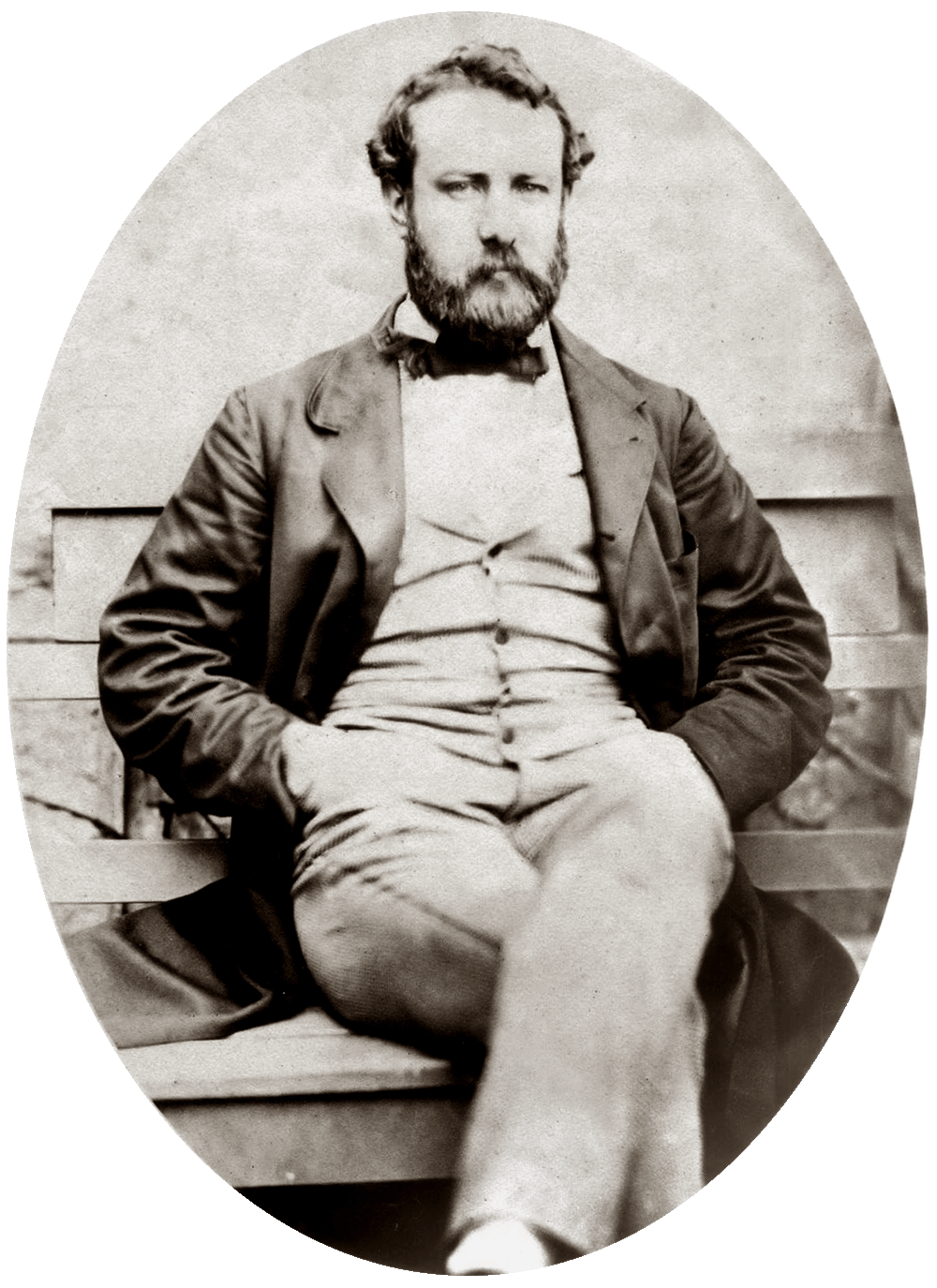
Jules Verne, 1856 circa

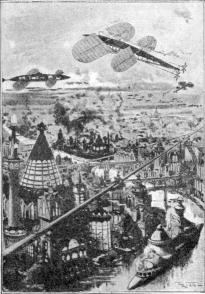
Una città del futuro illustrata per il romanzo La fine del mondo (La Fin du monde, 1894) di Camille Flammarion.

La fantascienza in Europa inizia propriamente alla fine del XIX secolo con il romanzo scientifico (scientific romance), di cui un esponente di spicco fu Jules Verne (1828 – 1905), per il quale la scienza era piuttosto sul livello dell'invenzione, come pure le storie di critica sociale orientate alla scienza di H. G. Wells (1866 – 1946).
Wells e Verne non furono privi di concorrenti nello scrivere la prima fantascienza: racconti e romanzi brevi con temi di immaginazione fantastica apparvero nei quotidiani per tutta la fine dell'Ottocento, e molti utilizzavano idee scientifiche come espediente per l'immaginazione. Erewhon è un romanzo di Samuel Butler pubblicato nel 1872 sul concetto che le macchine potessero un giorno diventare senzienti e supplenti della razza umana. Malgrado sia più conosciuto per altre opere, sir Arthur Conan Doyle scrisse anch'egli di fantascienza. L'unico libro con il quale Charles Dickens si avventurò nel territorio della speculazione scientifica e negli strani misteri della natura fu il romanzo Casa desolata (Bleak house, 1852), nel quale faceva morire uno dei personaggi di combustione umana spontanea (dopo avere svolto minuziose ricerche sulla casistica del fenomeno).
Wells e Verne avevano entrambi un bacino di lettori internazionale e influenzarono numerosi scrittori, in particolare in America, dove ben presto nacque fantascienza indigena. Molti scrittori britannici inoltre trovarono più lettori nel mercato americano, scrivendo in uno stile americanizzato.
Aleksandr Aleksandrovič Bogdanov, uno dei due fondatori del bolscevismo, medico, sperimentatore, filosofo ed economista, fu il più importante scrittore fantascientifico russo prima della rivoluzione del 1917, autore del popolare romanzo La stella rossa (Красная звезда Krasnaja zvezda, 1908) e del suo seguito L'ingegner Menni (Inžener Menni, 1912), ambientati in un pianeta Marte dalla società socialista utopica.
Circa negli stessi anni esordì il grande scrittore americano H. P. Lovecraft, considerato uno dei geni più rivoluzionari nel campo della fantascienza "cosmica" e dell'horror soprannaturale.
Nel 1924 fu pubblicato il romanzo Noi del russo Evgenij Ivanovič Zamjatin, considerato il precursore di molti successivi romanzi distopici.
La science fiction, come fenomeno letterario di massa, è fatta risalire alla pubblicazione negli Stati Uniti del primo numero di Amazing Stories (Storie fantastiche), il 5 aprile del 1926. Hugo Gernsback, il fondatore della rivista, nell'editoriale annunciava di voler pubblicare: “… Quel tipo di storie scritte da Jules Verne, H. G. Wells ed Edgar Allan Poe – un affascinante romanzo fantastico, in cui si mescolino fatti scientifici e visioni profetiche…”.
Il successivo grande scrittore britannico di fantascienza dopo H. G. Wells fu Olaf Stapledon (1886 – 1950), le cui quattro opere maggiori (Last and First Men, 1930; Odd John, 1935; Star Maker, 1937; Sirius, 1940) introdussero una miriade di idee che furono presto adottate da altri scrittori.
Più tardi, le opere di John Wyndham (1903 – 1969) guadagnarono l'acclamazione del pubblico dei lettori e della critica. Wyndham, che firmava con una quantità di pseudonimi, amava definire la fantascienza come una logical fantasy. Prima della seconda guerra mondiale, Wyndham scrisse quasi esclusivamente per i pulp magazine statunitensi, ma nel dopoguerra divenne noto al grande pubblico, anche al di fuori dell'ambito degli appassionati, a partire dal suo romanzo Il giorno dei trifidi (The Day of the Triffids, 1951).

### Anni quaranta: l'epoca d'oro
La prima fantascienza aveva una forte base avventurosa ed era caratterizzata dalla “meraviglia” per i progressi della scienza (si era nell'epoca dell'avvento dell'elettricità), ma dagli anni quaranta cominciò a occuparsi più delle ripercussioni del progresso scientifico che non delle ipotetiche conquiste della scienza in sé stesse.
Questi anni sono dominati da John W. Campbell, che alla fine del 1937 assunse la direzione della rivista Astounding Stories nella quale ospitò tutti gli autori della cosiddetta Golden Age (Età dell'oro), quali A. E. van Vogt, Isaac Asimov, Robert A. Heinlein, Clifford D. Simak, Ray Bradbury, Theodore Sturgeon: per quanto l’“epoca d'oro” vera e propria la si consideri terminata negli anni cinquanta, questi scrittori sarebbero diventati i "mostri sacri" a cui si sarebbero rifatti gli autori successivi, compresi quelli degli anni sessanta, anche solo per contestarli o farne la satira.
Secondo i critici degli anni cinquanta, la caratteristica della fantascienza americana era l'estrapolazione, ovvero il riconoscimento, sulla base di alcuni elementi, di una tendenza in atto per proiettarla nei suoi sviluppi futuri, non tanto con lo scopo di prevedere il futuro come farebbe la futurologia, quanto per discutere fenomeni del presente estremizzandoli in un contesto ipotetico. Altri spunti critici mettono invece in luce il (prevalente) riferimento al “sense of wonder” (“la meraviglia”), che fa appello ad un analogo della “volontaria sospensione dell'incredulità” di cui parlava il poeta Coleridge (“Quella volontaria e momentanea sospensione dell'incredulità che costituisce la fede poetica”).

### Anni cinquanta: tra sociologia e letteratura

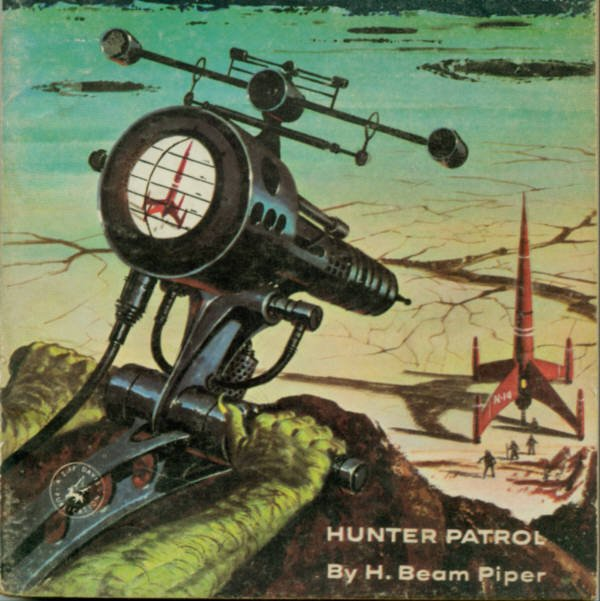
Illustrazione per la rivista Amazing Stories, maggio 1959

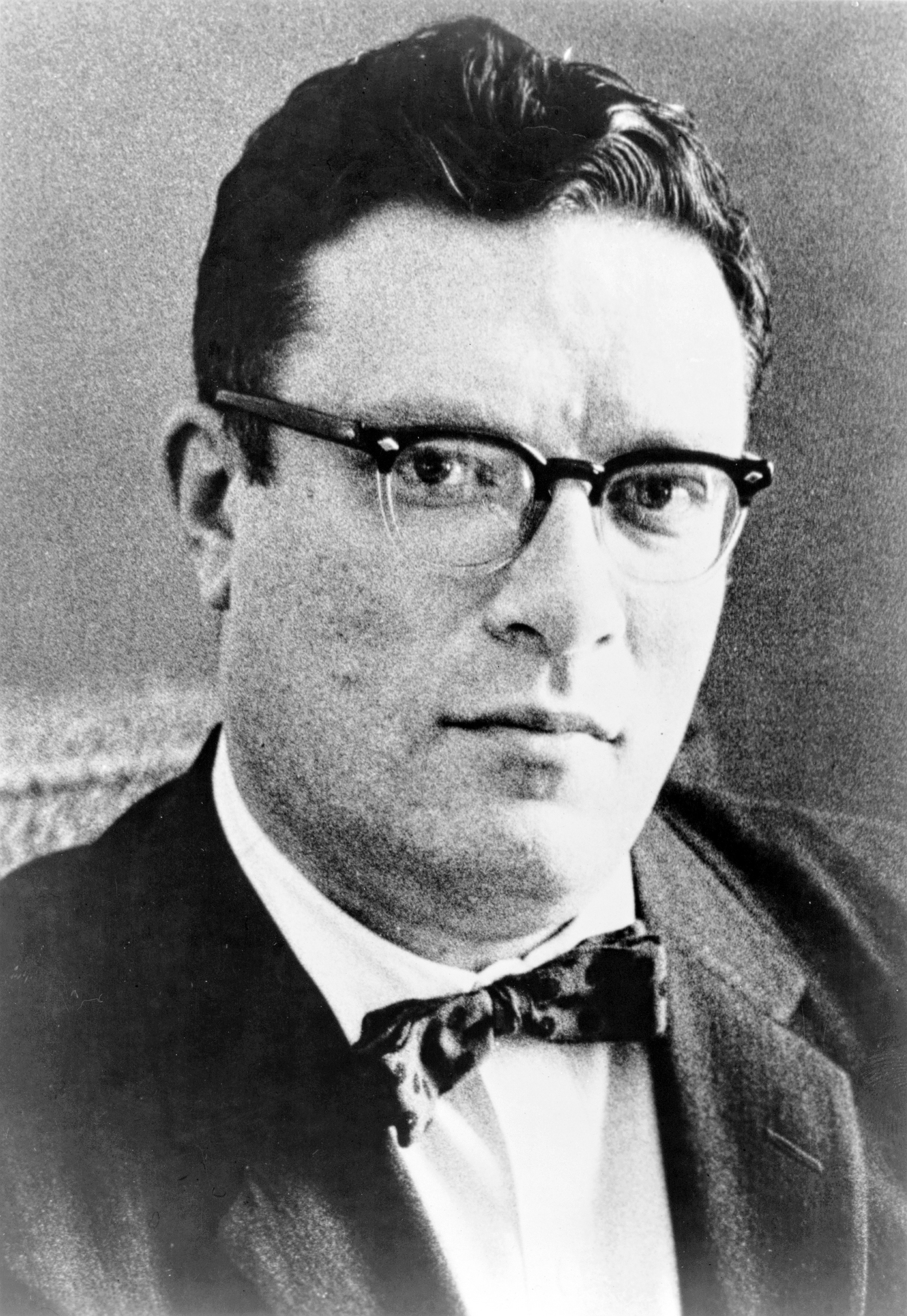
Isaac Asimov alla fine degli anni cinquanta

Gli anni cinquanta segnano per la fantascienza americana un notevole cambiamento: all'atteggiamento fiducioso e ottimistico nei confronti della scienza, a causa della bomba atomica si sostituisce un approccio più angosciato. La guerra fredda, la società dei consumi, la paura del diverso (sia esso il comunista o il nero, a causa delle lotte per i diritti civili), la società di massa americana dominata da pubblicità e televisione (significativa fu la vittoria alle elezioni del 1952 di Dwight D. Eisenhower su Adlai Stevenson II: nonostante Stevenson fosse candidato più colto e brillante, l'apparato pubblicitario scatenato per sostenere Eisenhower lo portò alla vittoria): tutti temi centrali per quella che verrà a lungo chiamata “fantascienza sociologica”.
Rappresentanti più importanti di questa tendenza sono la coppia Frederik Pohl e Cyril M. Kornbluth, Robert Sheckley, Richard Matheson, Walter M. Miller, jr. nonché la prima produzione di Philip K. Dick.
Ma accanto a questa linea sociologica, che usa la fantascienza come strumento di critica della società americana e dei suoi eccessi, ce n'è un'altra, che s'incarna soprattutto nella figura del grande editor e scrittore Anthony Boucher, che si sforza di promuovere una migliore qualità letteraria nella fantascienza. Suo discepolo è Philip K. Dick, ma a questa tendenza appartengono anche altri scrittori che esplodono in questo decennio, come Fritz Leiber (che insegnava Shakespeare in un college) o Cordwainer Smith (coltissimo discendente di una potente famiglia americana, cresciuto in Cina e imbevuto della cultura di quel paese); le esperienze, le invenzioni, le scoperte e le soluzioni stilistiche di questi scrittori apriranno la strada ai discepoli, negli anni sessanta, della “New Wave”.

### Anni sessanta: la New Wave

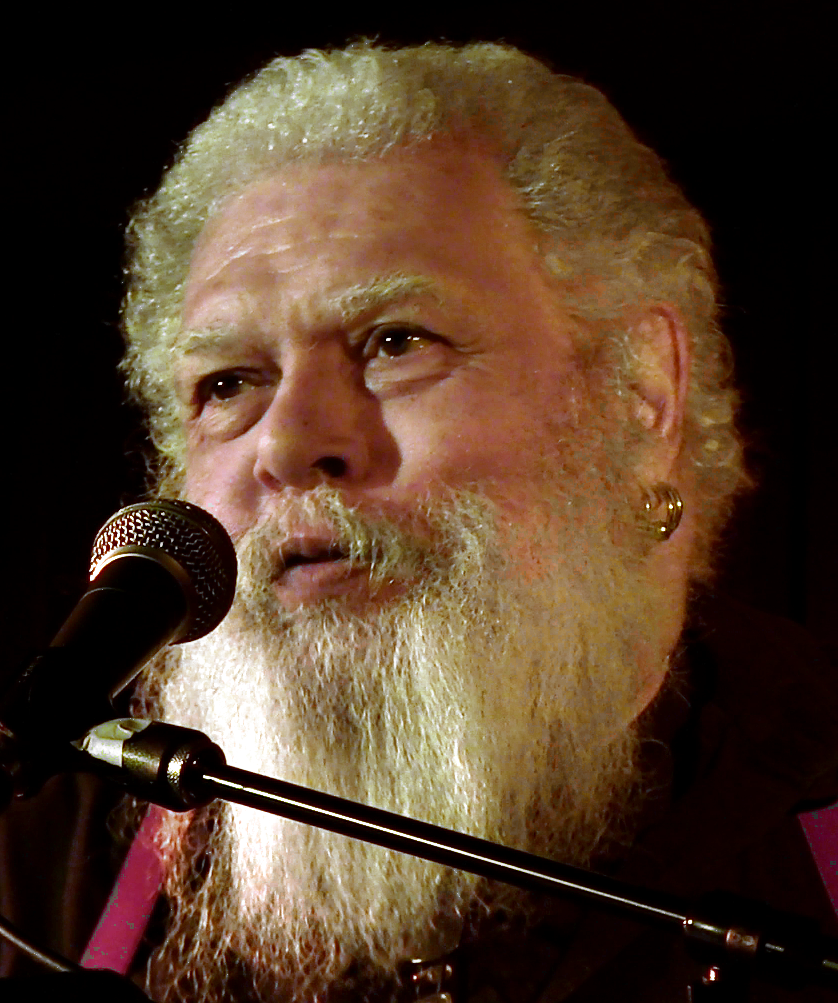
Samuel R. Delany

La rivoluzione nella fantascienza fu portata avanti sui due lati dell'Atlantico: nel Regno Unito c'era il gruppo di scrittori legati alla rivista New Worlds, tra cui spiccava J. G. Ballard, ma che contava anche altri talenti come Brian W. Aldiss, John Brunner e Michael Moorcock. Negli Stati Uniti la figura di riferimento diventò il provocatorio e dissacrante Harlan Ellison, innovativo autore di racconti e curatore di due antologie (intitolate Dangerous Visions e Again, Dangerous Visions) che smossero le acque fin troppo ferme del genere con argomenti scottanti: il sesso, le droghe, il femminismo, il razzismo, il Vietnam, ecc. Nelle antologie di Ellison ci sono nomi importanti della nuova fantascienza americana: Robert Silverberg, Philip José Farmer, Philip K. Dick, Roger Zelazny, Samuel R. Delany, Norman Spinrad, R. A. Lafferty, Joanna Russ, Ursula K. Le Guin, Gene Wolfe, Kate Wilhelm.
La fantascienza della New Wave fu il prodotto di due tendenze che s'incrociavano creando un equilibrio instabile:
- una ricerca letteraria che spinge molti scrittori a rifarsi ai modelli della letteratura modernista e alle avanguardie del postmodernismo, quindi a non scrivere nello stile da best seller (letteratura di consumo) tipico fino a quel momento di molta letteratura fantascientifica (e il migliore rappresentante di questa tendenza è il più sofisticato e letterario tra gli scrittori americani, Thomas M. Disch);
- una ben precisa volontà di andare a toccare temi tabù che erano stati assenti per anni dalle riviste di fantascienza: non a caso questo è il momento in cui s'inseriscono autori neri, come Delany, o donne, come la Russ o la Le Guin, o dichiaratamente gay, come Thomas M. Disch e ancora Samuel R. Delany.

Se da un lato la nuova ondata (questo il significato letterale di New Wave) costrinse finalmente il mondo accademico – non solo negli Stati Uniti – ad occuparsi della fantascienza (pur tra resistenze e incomprensioni) - è in questo periodo che nascono le prime riviste accademiche di critica sulla fantascienza, Science-Fiction Studies, Foundation ed Extrapolation, – dall'altro la sofisticazione letteraria di queste opere portò alla presa di distanza di molti fan della fantascienza tradizionale degli Asimov e degli Heinlein.
A metà di questo decennio, Frank Herbert, con Dune (1965), introdusse nel filone fantascientifico temi che saranno poi sviluppati nei decenni successivi, in particolare dal sottogenere della space opera, mischiando ambientazioni futuristiche e topoi della storia passata dell'umanità, con imperi spaziali e strutture sociali di tipo feudale. Dune si rivelò un successo senza precedenti, ed è il romanzo di fantascienza che detiene il record del maggior numero di copie vendute.

### Anni settanta

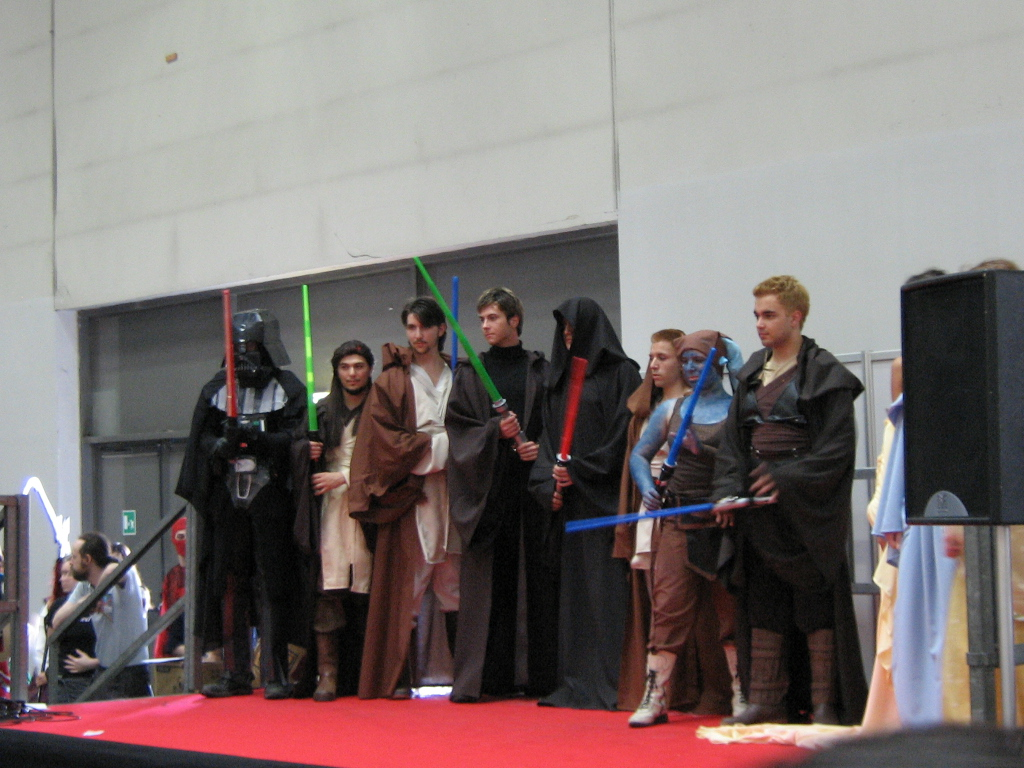
Alcuni fan travestiti da personaggi della saga di Guerre stellari

Il decennio successivo fu caratterizzato dalla continuazione dell'attività della New Wave: soprattutto J. G. Ballard scrisse in questo periodo la sua trilogia fondamentale, Crash, Il condominio (High Rise) e L'isola di cemento (The Concrete Island). Entrò in crisi invece Philip K. Dick, per problemi di droga ed esistenziali, che lo portarono a una pausa nella sua produzione fino alla seconda metà del decennio. L'impatto innovativo della New Wave poco a poco si attenuò: i singoli autori andarono ciascuno per la propria strada.
Il fenomeno degli anni settanta fu da un lato l'emergere di numerose scrittrici, sempre più interessate ai temi del femminismo e più in generale dell'identità femminile. Tra le figure dominanti spiccarono Joanna Russ e Ursula K. Le Guin, Marion Zimmer Bradley, Doris Lessing (autrice che proveniva da altre esperienze, ma che negli anni settanta scrisse il monumentale ciclo fantascientifico di Canopus in Argos: Archives). A queste va aggiunta Alice Sheldon, una notevole autrice che fino al 1977 si era nascosta dietro lo pseudonimo maschile di James Tiptree Jr..
A metà degli anni settanta nel cinema di fantascienza il travolgente successo di Guerre stellari di George Lucas riporta in auge i temi della space opera degli anni quaranta; la pellicola richiamava alcuni elementi di sword and sorcery (fu coniato per essa il termine ibrido science fantasy e alcuni commentatori si sono azzardati a dichiarare che si tratta di una fiaba riverniciata di fantascienza). Il successo clamoroso della serie sancì il ritorno a una fantascienza d'intrattenimento, più spensierata e meno culturalmente impegnata.
Gli anni settanta vedono anche, in controtendenza al ritorno della fantascienza d'intrattenimento nei canali mainstream, l'emergere del seminale lavoro di Darko Suvin, il quale eserciterà un'influenza senza precedenti sugli studi di fantascienza. Perno centrale del lavoro di Suvin è la concezione della fantascienza come letteratura dello straniamento cognitivo. Il primo termine, derivato dal lavoro dei formalisti russi, sta ad indicare come la rappresentazioni di mondi alternativi a quelli vissuti da lettori e scrittori possa funzionare come dispositivo in grado di gettare nuova luce sulle società in cui questi vivono. Questo nuovo sguardo non è però la soddisfazione di una semplice curiosità, ma ha valore, per l'appunto, cognitivo, che nella terminologia suviniana possiamo interpretare come sinonimo di critico. Per fare un esempio, il mondo futuro rappresentato nella Macchina del Tempo di H.G. Wells permette di evidenziare alcuni aspetti critici dell'imperialismo britannico della fine del XIX secolo, e può quindi configurarsi come critica radicale delle politiche messe in atto dall'impero. Ciò che permetterebbe alla fantascienza di vantare un tale valore cognitivo in opposizione ad altri generi che pur si discostano dai canoni del più comune realismo (come ad esempio il fantasy) sarebbe la plausibilità sociale e tecnologica dei mondi immaginati. In altre parole, immaginare mondi possibili in cui esistono avanzate tecnologie permette di fare una critica alla società con una profondità impossibile per mondi per definizione impossibili. Ultimo elemento fondamentale del pensiero di Suvin è il cosiddetto novum, ovvero ciò che rende effettivamente il mondo immaginato diverso da quello vissuto da autore e lettore, come ad esempio una tecnologia avanzata o degli esseri extraterrestri.

### Anni ottanta: il cyberpunk

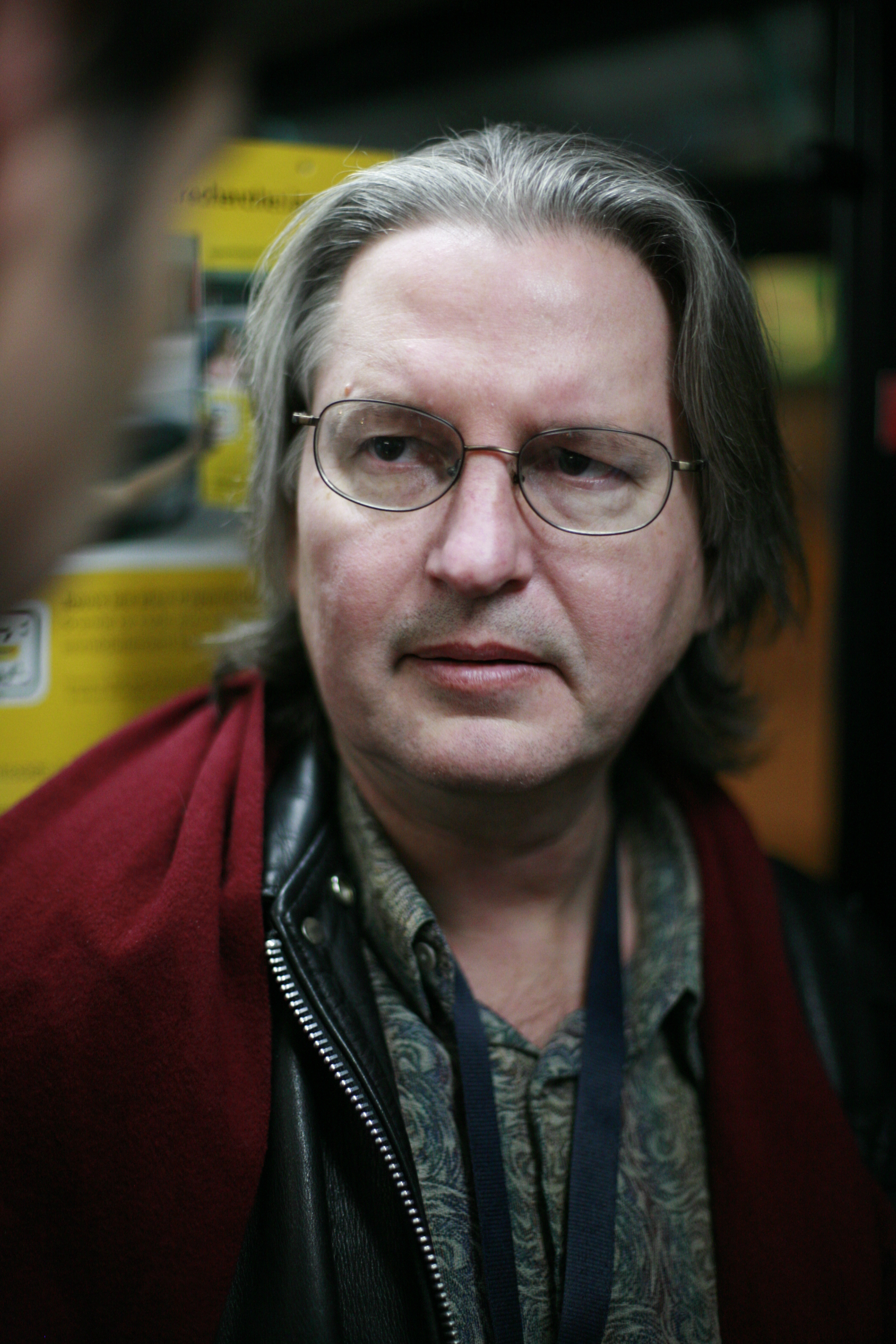
Bruce Sterling

A dominare la scena nei primi anni ottanta fu l'ondata cyberpunk. Il nuovo spazio da esplorare, dopo quello esterno tra le stelle e quello interiore della psiche, fu quello virtuale delle tecnologie informatiche e di telecomunicazione. Si può dire che Internet sia stata profetizzata (anche se già ne esisteva una prima forma pionieristica) nel 1984 dal romanzo più celebrato del cyberpunk, Neuromante di William Gibson con il suo cyberspazio. Anche il cyberpunk fu lanciato da un'antologia di racconti, Mirrorshades, curata dall'intraprendente scrittore e giornalista Bruce Sterling.
Sulla scia dell'ondata cyberpunk si assistette ad un rinnovato interesse accademico per la fantascienza (vista come un'area confinante con la letteratura postmoderna), all'esplodere dell'immaginario fantascientifico nel nuovo ambito dei videogiochi, ma soprattutto ad un rinnovato interesse da parte del cinema di Hollywood, che cominciò a realizzare, complici le nuove tecnologie digitali, film sempre più spettacolari spesso basati, direttamente o indirettamente, sui classici del genere. Le avanguardie furono una volta ancora sostituite dal “mercato”.
L'ondata cyberpunk durò meno della New Wave, soprattutto a causa dell'affievolirsi dell'ispirazione dell'autore più dotato, William Gibson. Altri autori del movimento si affermarono in modo più o meno duraturo, come Lucius Shepard, Kim Stanley Robinson, Rudy Rucker, Lewis Shiner. A margine del movimento cyber si pose una tra le più interessanti autrici di quegli anni, la sofisticata e letteraria Pat Cadigan, mentre ne era del tutto al di fuori l'altra figura di spicco della scrittura al femminile, l'afroamericana Octavia E. Butler.

### Anni novanta
Il periodo fu caratterizzato da una forte ripresa della fantascienza britannica, tanto che alla fine del decennio si parlò di un vero e proprio “British Boom”, legato all'attività di nuovi autori quali Iain Banks, Ken MacLeod, M. John Harrison e infine il più giovane, China Miéville.

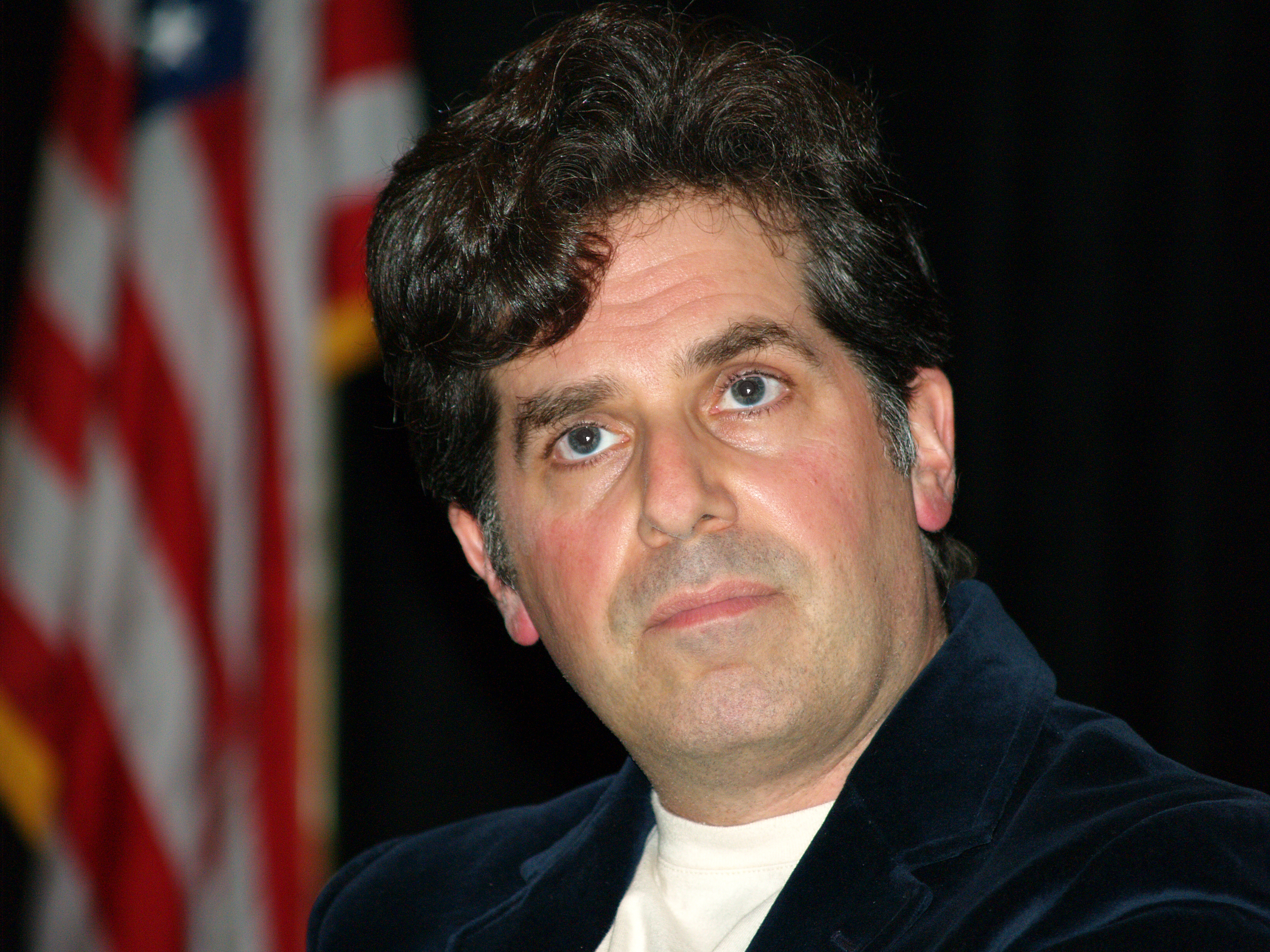
Jonathan Lethem

Negli Stati Uniti si assistette invece a un declino delle vendite di tali proporzioni che alcuni scrittori cambiarono genere: un vecchio leone come Thomas M. Disch, si riciclò brillantemente nell'horror con la sua Minnesota Supernatural Series; Robert Sheckley tentò di passare al giallo (come aveva già fatto negli anni sessanta), ma senza grandi risultati; Patricia Anthony, una delle autrici più promettenti, dalla fantascienza passò al fantasy; Jonathan Lethem, considerato da alcuni l'unico vero erede di Philip K. Dick, passò alla letteratura mainstream.
Tutto questo avvenne nel momento in cui temi, idee, immagini, luoghi, trame della fantascienza comparivano sempre più spesso anche al di fuori del genere, e si parlò di un genere Avantpop che pescava dalla fantascienza, dal giallo, dal western, dall'horror. Oltre alla prima produzione di Lethem, buon rappresentante di questa tendenza fu uno degli scrittori giovani, Matt Ruff.
Anche in Gran Bretagna la ripresa della letteratura fantascientifica si legò a fenomeni d'ibridazione, che fecero parlare di new weird, o di weird fiction, o slipstream. China Miéville, ad esempio, nei suoi romanzi mescolò fantasy, horror, gotico, fantascienza e (in dosi massicce) i giochi di ruolo.

## La fantascienza in lingua italiana

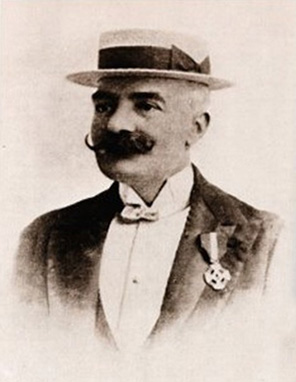
Emilio Salgari

### La protofantascienza italiana

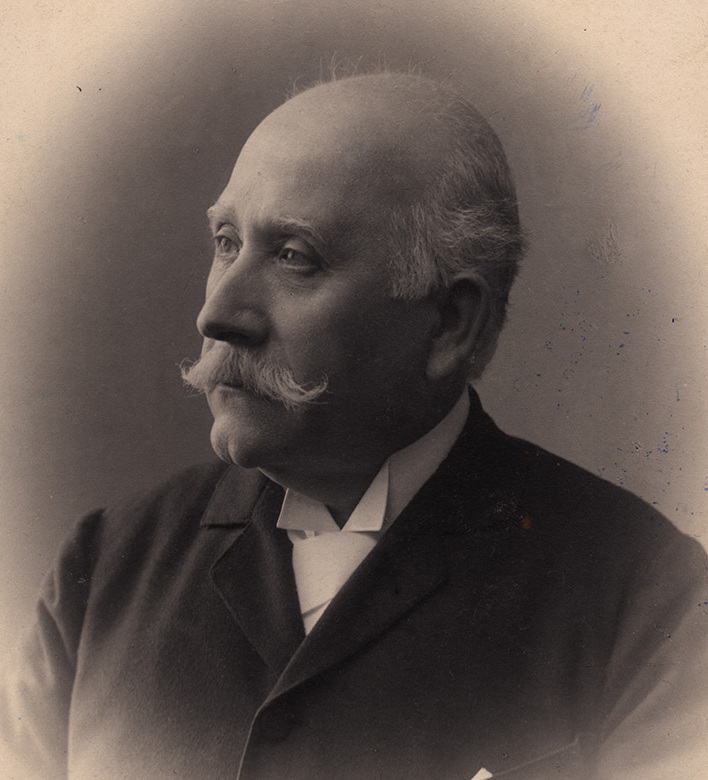
Luigi Capuana

Ancora prima della nascita del termine “fantascienza”, a partire dagli ultimi anni del XIX secolo appaiono in Italia racconti e romanzi brevi di contenuto fantascientifico nei supplementi domenicali dei quotidiani, nelle riviste letterarie, in collane popolari e opere antologiche. Gli autori sono tra i protagonisti della letteratura popolare dell'epoca, come Emilio Salgari (in particolare con il romanzo Le meraviglie del duemila) e Yambo, ma anche note figure della letteratura, tra i quali Massimo Bontempelli, Luigi Capuana, Guido Gozzano, Ercole Luigi Morselli. Già prima di questi vi sono però degli interessanti quanto poco conosciuti esempi, come la Storia filosofica dei secoli futuri di Ippolito Nievo del 1860.

### La nascita ufficiale (1952)
L'anno ufficiale di nascita della fantascienza in Italia è considerato generalmente il 1952, con il primo numero della rivista Scienza Fantastica, avventure nello spazio, tempo e dimensione e nello stesso anno della rivista Urania. A queste prime pubblicazioni ne seguono altre, generalmente di breve vita, non tutte con storie avventurose in cui non mancano classici elementi come gli alieni dalla carnagione verde, armi a raggi, astronavi ed eroine scollate, in puro stile pulp.
La rivista Oltre il cielo, diretta dall'ing. Cesare Falessi, affiancava lavori di science fiction al consueto novero di articoli sull'aviazione e l'astronautica. Poi nel 1957 si affianca alla guida della rivista Oltre il cielo l'ingegnere Armando Silvestri che nell'anteguerra, nel 1938, aveva ideato, ma senza successo concreto, il progetto per una rivista quadrimestrale, Avventure dello spazio, che però non trovò mai il favore di un editore.
A testimonianza dell'aderenza del pubblico al canone da poco sviluppatosi oltreoceano, gli scrittori italiani pubblicano i loro racconti sotto pseudonimi rigorosamente anglosassoni: Gianfranco Briatore diventa John Bree; Ugo Malaguti si firma Hugh Maylon; Luigi Naviglio, Louis Navire; Roberta Rambelli è Robert Rainbell, al maschile; Carlo Bordoni, Charley B. Drums.
All'inizio degli anni sessanta, con Futuro – a cura di Lino Aldani già noto sotto lo pseudonimo di N. L. Janda, Massimo Lo Jacono già conosciuto sotto lo pseudonimo di L. J. Mauritius e Megalos Diekonos, e Giulio Raiola – la science fiction italiana acquista tuttavia un respiro internazionale, che avrà però corta durata (solo otto numeri mensili, fra il maggio-giugno 1963 e il novembre 1964).
Negli anni sessanta il numeroso pubblico degli appassionati diede vita a numerose fanzine, il più delle volte pubblicate a ciclostile in poche centinaia di copie, che costituirono un momento di passaggio per futuri scrittori come Vittorio Curtoni e Paolo Brera.

### Il ruolo diUrania
Sempre nel 1952 la casa editrice Mondadori lancia una rivista e una collana di romanzi, ispirandosi alla musa dell'astronomia: Urania. Primo direttore: Giorgio Monicelli, che conia anche il termine italiano “fantascienza”. La rivista chiude dopo appena un anno, mentre i suoi romanzi a cadenza quindicinale riscuotono un grande successo. Negli anni sessanta le copertine sono disegnate da Karel Thole, mentre la direzione della collana viene assunta da Fruttero & Lucentini.
Il ruolo di Urania nella diffusione della letteratura fantascientifica tra gli italiani è rilevante: molti scrittori di fantascienza come Asimov, Ballard, Dick, Le Guin e altri furono pubblicati per la prima volta in questi libri dal cerchio rosso in copertina. D'altro canto per un trentennio la collana evitò di pubblicare autori italiani, favorendo l'idea che si trattasse di una letteratura esclusivamente d'importazione, fino a che nel 1989 istituì un noto premio letterario, che ha scoperto e lanciato autori come Luca Masali e Valerio Evangelisti.

### La fantascienza online
Con l'eccezione di Urania, oggi la letteratura di fantascienza è praticamente scomparsa dalle edicole italiane, avendo ceduto molto terreno ai generi fantasy e horror restando tuttavia nelle librerie. Il ruolo di riviste come Robot (tuttora pubblicata) è stato parzialmente ripreso dalle pubblicazioni sul Web (riviste e fanzine), che raggiungono migliaia di lettori. Le più popolari sono Delos e il Corriere della Fantascienza che sono parte del portale Fantascienza.com e Intercom.
Le riviste online raggiungono non soltanto il tradizionale lettore della narrativa di fantascienza, ma coinvolgono anche chi è appassionato a questo genere in altre forme, come cinema, fumetti e soprattutto serie televisive. In questo senso le riviste online contribuiscono in qualche misura ad avvicinare alla letteratura chi non la conosceva, dando un impulso, anche se di proporzioni tutte da verificare, allo sviluppo di nuove generazioni di lettori.
Siti web, blog, forum, newsgroup e mailing list inoltre contribuiscono in questa direzione grazie alla creazione di grandi comunità di appassionati e al conseguente scambio di esperienze e di consigli di lettura, allargando quello che prima degli anni novanta era, sebbene in misura molto minore e qualitativamente diversa, il fenomeno del fandom.

### Fantascienza italiana extra-Urania
Negli anni, altre iniziative editoriali sono state fondate e hanno dato possibilità agli autori di fantascienza italiana di arrivare sul mercato. Tra queste Delos Digital, Zona42, Edizioni Della Vigna, Elara Libri e Perseo Libri, che hanno pubblicato autori come Alessandro Vietti, Elena di Fazio, Elisa Emiliani e Francesco Verso.
Dal 2015, il Premio Italia ha istituito una sezione denominata "Romanzo di Autore Italiano - Fantascienza".

### La fantascienza cinematografica italiana
Il film di Paolo Heusch La morte viene dallo spazio, del 1958, è spesso indicato come la prima pellicola fantascientifica (non farsesca) del cinema italiano; narra della minaccia al pianeta Terra portata da una pioggia di asteroidi, con precisi riferimenti al cinema americano ed effetti speciali di Mario Bava. Totò nella luna, dello stesso anno, è stato visto come la risposta comica a questo film. In precedenza c'erano stati altri film farseschi: la commedia Mille chilometri al minuto (1939) di Mario Mattoli (uno dei primi voli verso il pianeta Marte, anche se s'interrompe quasi sul nascere) e Baracca e burattini, una commedia musicale del 1954, con la regia di Sergio Corbucci. Di una certa rilevanza per il genere, la tetralogia della stazione spaziale Gamma 1, del 1965, diretta da Antonio Margheriti.

## Generi e filoni

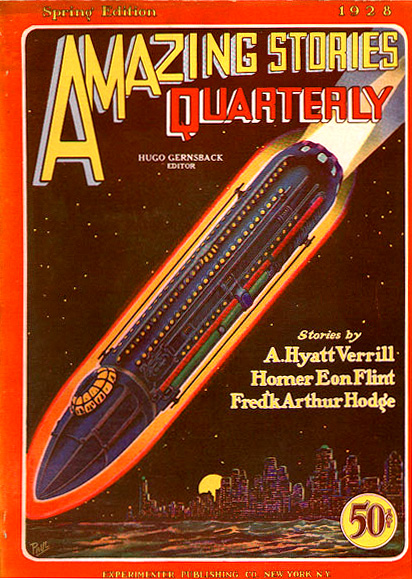
Copertina della rivista Amazing Stories Quarterly, estate 1928

Malgrado la fantascienza sia stata un tempo incentrata anzitutto "sulla scienza", all'interno e ai confini di questo tipo di narrativa si è evoluta una grande varietà di generi e sottogeneri, con la commistione sempre più frequente della fantascienza con il fantasy e l'horror, tanto che alcuni autori e critici utilizzano di preferenza l'espressione speculative fiction (narrativa speculativa) per descrivere complessivamente il fenomeno e altri utilizzano il termine slipstream intendendo il fantastico, cioè quella forma letteraria estremamente ampia che utilizza l'immaginario, il surreale e tutto ciò che non è mimetico della realtà, per dare maggior impatto ad un messaggio radicato nella visione politica, ideologica del reale.
Vi possono essere molti modi diversi per tentare di classificare un'opera di fantascienza; non di rado un'opera o un autore utilizzano vari temi contemporaneamente e si possono collocare all'interno di più categorie. Una prima classificazione, puramente convenzionale, viene spesso effettuata tra fantascienza hard o tecnologica (hard science fiction) e fantascienza soft (soft science fiction), dove la prima si occupa con verosimiglianza degli aspetti tecnologici, la seconda rivolge il suo interesse ai temi umanistici e sociologici.
Un genere avventuroso molto popolare è la space opera (in particolare quella militare), a base di astronavi e battaglie spaziali, che ha avuto un notevole influsso anche nella tv e nel cinema, da Star Trek a Guerre stellari. Altre storie di forte presa sul pubblico sono quelle apocalittiche o postapocalittiche, che descrivono in termini drammatici la fine del mondo o della civiltà.
Movimenti che hanno introdotto nuovi fermenti nel panorama fantascientifico sono stati prima la New Wave negli anni sessanta, poi il cyberpunk negli anni ottanta; quest'ultimo ha generato tutta una serie di sotto-filoni fino ai giorni nostri, e ad esso si affianca lo steampunk. Le opere contemporanee di fantapolitica, le utopie e le distopie vengono a loro volta fatte rientrare nel genere fantascientifico, come pure le ucronìe, dove le vicende sono ambientate in una immaginaria linea temporale del passato, una "storia alternativa".

### Temi tipici

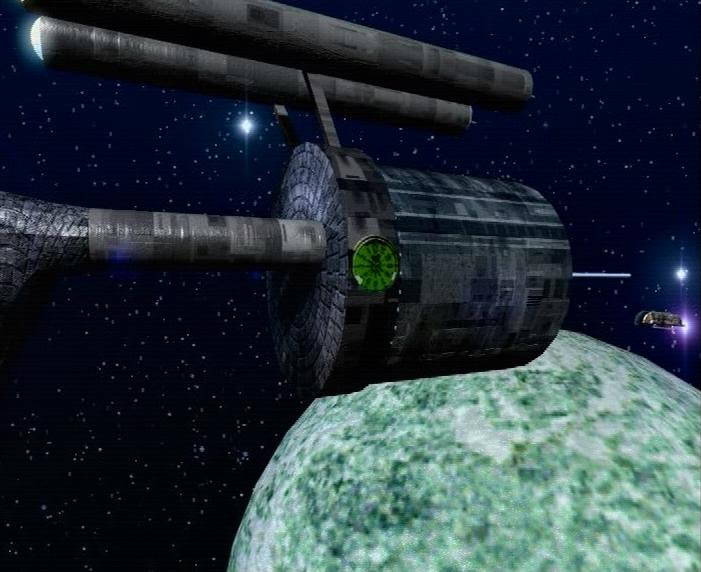
L'esplorazione dello spazio interplanetario è uno dei temi classici della fantascienza

Vi sono alcuni temi particolarmente sfruttati nelle storie di fantascienza. Anzitutto lo spazio: la sua conquista, l'esplorazione e la sua colonizzazione, il viaggio interstellare (in genere con astronavi più veloci della luce) è stato per lungo tempo uno dei temi più popolari, ed in buona parte rimane tale. Lo spazio tuttavia può essere visto anche come un pericolo per l'umanità, un luogo ignoto e misterioso da cui possono prevenire terribili minacce, come un corpo celeste che minaccia la Terra o una invasione aliena. L'esistenza di forme di vita e di intelligenze extraterrestri (maligne o benigne), assieme alla possibilità di stabilire con esse un primo contatto, sono soggetti ritenuti particolarmente affascinanti dagli autori e dai loro lettori, vista la mole di opere che vi sono state dedicate. Dalla fine degli anni cinquanta, con la nascita dell'ufologia, anche gli UFO sono un elemento molto presente nelle opere popolari. Dagli anni sessanta lo sono anche le facoltà paranormali e la parapsicologia.
Il viaggio nel tempo è un tema classico già a partire dalla fine dell'Ottocento, con La macchina del tempo di H. G. Wells. A propria volta, la teoria sull'esistenza di dimensioni parallele offre innumerevoli spunti narrativi per le più diverse trame. La possibilità ipotetica di creare vita artificiale, presente in miti e leggende e nel Frankenstein, mantiene intatto ed accresce il suo fascino grazie all'interesse sviluppato per l'intelligenza artificiale e con la creazione di robot, cyborg e androidi ad imitazione dell'essere umano. Questo tema è spesso legato a quello della ribellione della macchina. Verso la fine del Novecento, dopo la rivoluzione informatica, tra gli ambienti da esplorare si è aggiunta la realtà virtuale e in particolare il cyberspazio. La trascendenza dalla condizione umana, così spesso trattata a livello filosofico e religioso, è divenuta a sua volta un tema fantascientifico, soprattutto in relazione alle modificazioni della genetica, come le mutazioni o la clonazione, e alle biotecnologie in generale. Le ambientazioni in un futuro duramente colpito dai cambiamenti climatici rientrano nel filone del Climate Fiction.

## Cinema di fantascienza
Benché il cinema di fantascienza venga spesso riconosciuto come genere autonomo solo a partire dagli anni cinquanta, l'elemento del fantastico era ben presente fin dagli esordi della settima arte. Il neonato cinema viene scoperto infatti come un mezzo che permette di portare sullo schermo non solo la realtà quotidiana, ma anche per visualizzare i sogni, le fantasie dell'essere umano, in modo da suscitare stupore e meraviglia nello spettatore. Tra i primissimi esempi Viaggio nella Luna del 1902 di Georges Méliès, seguito a breve distanza da Viaggio attraverso l'impossibile; lo stesso Méliès è anche l'inventore dei primi effetti speciali.
Per circa mezzo secolo sarebbero quindi uscite una serie di opere che verranno definite solo a posteriori come fantascienza, ma sono più che altro appartenenti al genere avventuroso di ambientazione esotica, venato di fantastico e condito di dettagli pseudoscientifici. Fanno eccezione poche pellicole, a cominciare dal celeberrimo Metropolis (1927), di Fritz Lang o La vita futura di William Cameron Menzies del 1936. Queste opere forniranno ispirazione per le produzioni successive, quali Aėlita (primo kolossal sovietico), King Kong, Frankenstein, La donna e il mostro, La maschera di Fu Manchu, L'isola delle anime perdute, per citarne alcuni tra i più noti e suggestivi.
Il cinema di fantascienza ha esplorato una grande varietà di soggetti e temi, molti dei quali non potrebbero essere facilmente rappresentati in alcun altro genere. Questi film sono stati utilizzati, oltre che per intrattenere lo spettatore, per esplorare delicati temi sociali e politici. Attualmente le produzioni fantascientifiche puntano molto sull'azione e sono in prima linea riguardo all'uso degli effetti speciali. La platea si è abituata alla rappresentazione di realistiche forme di vita aliene, spettacolari battaglie spaziali, armi ad energia, viaggi più veloci della luce e paesaggi di lontani mondi.